# Telegraf optyczny
Telegraf optyczny – rodzaj telegrafu opierający się na obserwacji wzrokowej nadawanych w różny sposób sygnałów. Był to szybszy sposób przekazywania informacji niż przekazywanie jej drogą ustną czy pisemną, wyparty ostatecznie przez telegraf elektryczny w drugiej połowie XIX wieku.

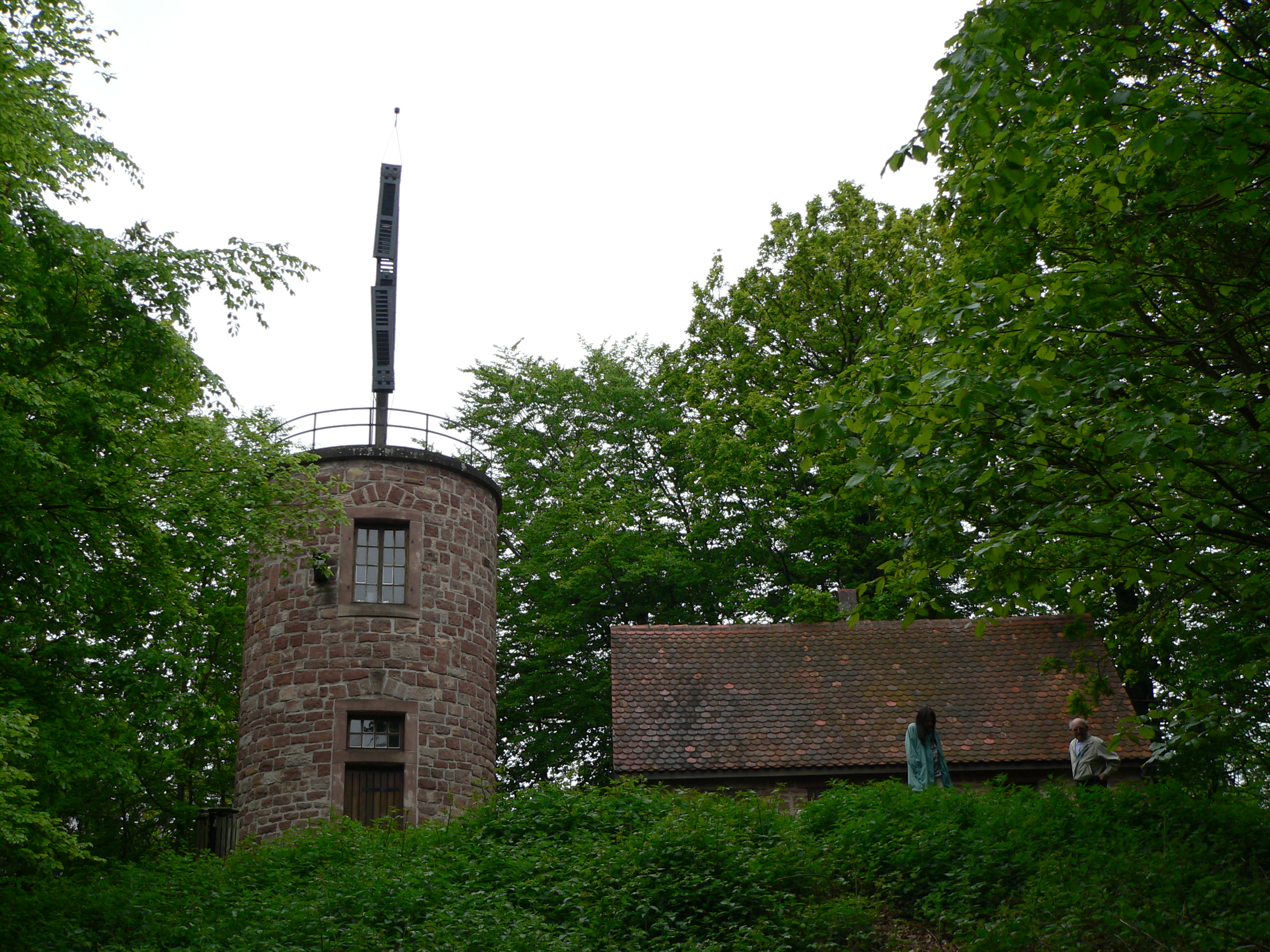
Stacja przekaźnikowa telegrafu optycznego koło Saverne we Francji

Kod alfanumeryczny używany w telegrafie Chappe'a

Idea telegrafu optycznego jest bardzo stara i stosowana była już w starożytności – w ten sposób przy wykorzystaniu łańcucha ognisk miała być przesłana wiadomość o zdobyciu Troi (około roku 1184 p.n.e.) do Myken. W podobny sposób przesyłano też informacje w Cesarstwie rzymskim – w roku 43 n.e. cesarz Klaudiusz przesłał do Rzymu wiadomość o zwycięstwie w Brytanii. W starożytnej Grecji i Kartaginie jako nośnika informacji stosowano pochodnie i zegar wodny (włączenie i wyłączenie zegara sygnalizowano pochodnią, poziom wody wskazywał umowną informację). Dodatkowo Grecy stosowali też telegraf optyczny przekazujący poszczególne litery alfabetu. W późniejszym okresie stosowano sygnalizację chorągiewkami.
Udane próby z budową telegrafów optycznych podejmował w XVIII w. niemiecki fizyk Johann Lorenz Boeckmann.

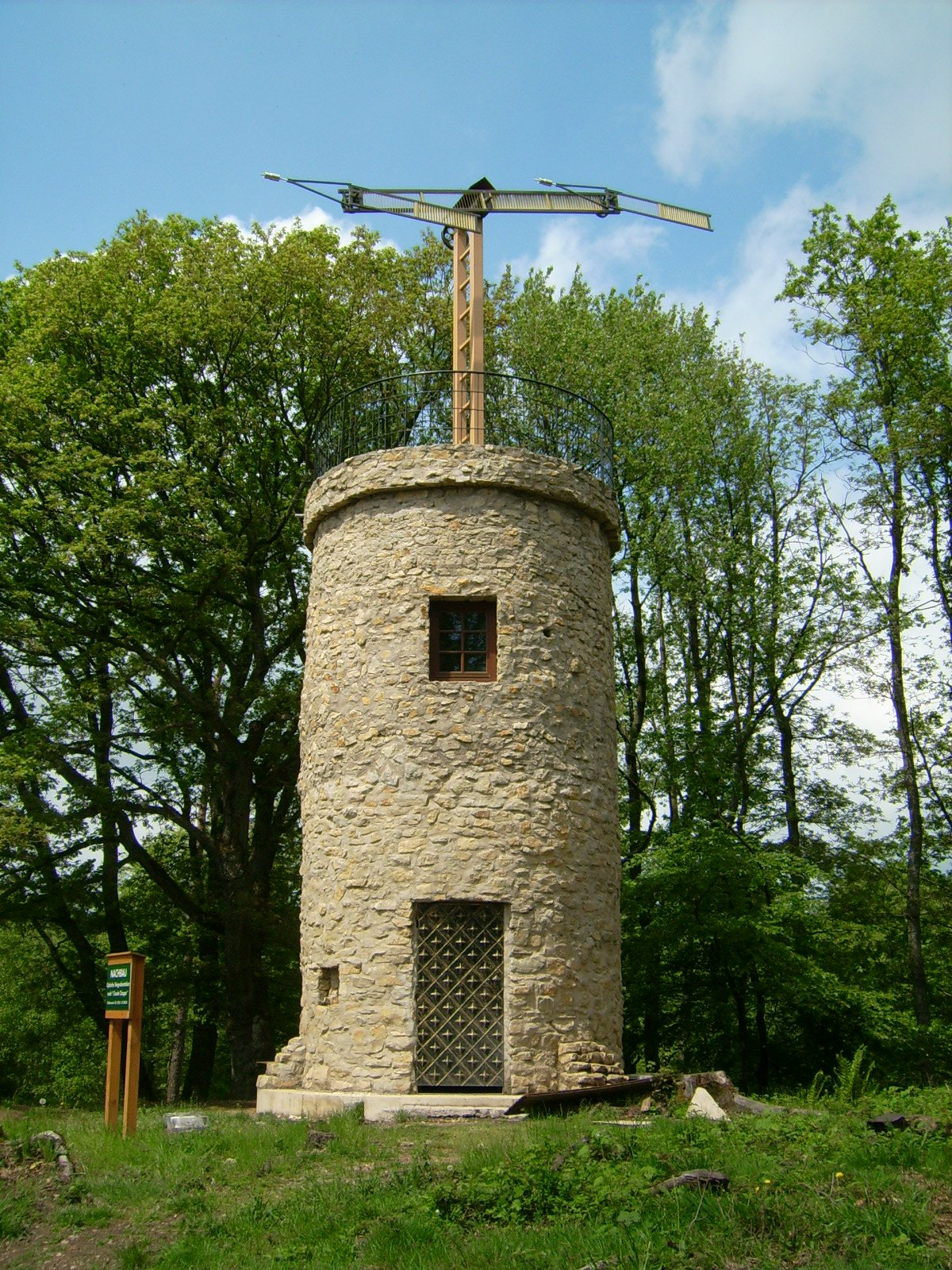
Telegraf optyczny systemu Claude’a Chappe’a koło Nalbach w Niemczech

W roku 1791 francuski wynalazca Claude Chappe wraz ze swym bratem Ignace’em opracował telegraf optyczny semaforowy, znany później jako telegraf Chappe'a, gdzie za pomocą odpowiedniego ustawienia trzech ruchomych ramion na maszcie możliwe było przesyłanie dowolnej litery przez łańcuch stacji, umieszczonych na specjalnych wieżach, nadbudówkach czy wyniosłościach terenu. W 1792 połączono w ten sposób Paryż z Lille (ok. 225 km), a w 1794 informację o zdobyciu przez Austriaków miejscowości Condé-sur-l’Escaut przekazano do Paryża w mniej niż godzinę po tym fakcie. Sieć stacji szybko rosła i została skopiowana przez wiele innych krajów. W czasie swoich kampanii Napoleon Bonaparte wykorzystywał sieć tego typu telegrafów do koordynacji ruchów swoich wojsk.
W 1849 we Francji telegraf ten w okresie szczytu swojej popularności łączył za pośrednictwem 534 stacji przekaźnikowych Paryż z 29 miastami, zapewniając znaczną szybkość przekazywania wiadomości (np. na trasie Paryż – Lyon, poprzez 20 stacji w ciągu 2 minut). W połowie XIX wieku telegraf ten był już powszechny w Europie.

## Telegraf optyczny na terenach Polski
W polskiej literaturze podawana jest informacja o uruchomieniu pierwszej linii telegrafu optycznego na trasie Warszawa-Modlin w roku 1830 – brak jednak jakiegokolwiek potwierdzenia w materiałach archiwalnych istnienia tej linii. Pierwszym zapisem archiwalnym dotyczącym budowy telegrafu optycznego w Polsce jest notatka z posiedzenia Rady Wojennej w Warszawie, z 20 lipca 1831 roku – „…po piąte – Generał Prądzyński wniósł projekt urządzenia telegrafu między twierdzą Modlin a stolicą. W tym celu polecono pułkownikowi Bem, aby się zapytał porucznika Szopowicza, czyli nie jest mu wiadomem układanie znaków telegraficznych”. W początkach sierpnia rozpoczęła się budowa telegrafu, a Kurier Warszawski z 10 sierpnia 1831 roku donosił „Na szczycie budowy nowego teatru zaczęto urządzać telegraf, za pomocą którego w kilka minut będzie można mieć wiadomość od armii”. Nie wiadomo, czy budowa tego telegrafu została ukończona przed upadkiem Warszawy w powstaniu listopadowym.

### Telegraf Warszawa – Petersburg

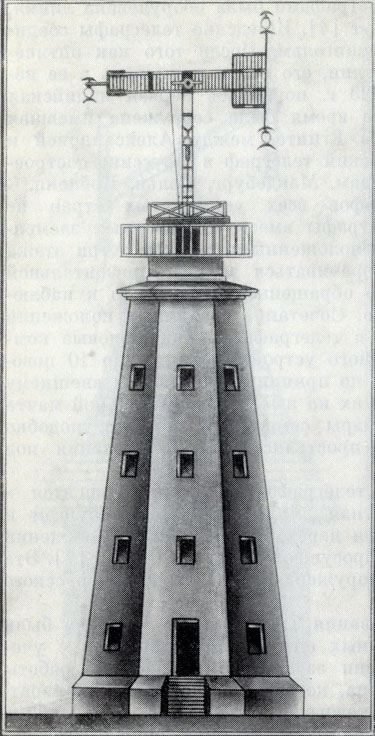
Wieża telegrafu systemu Chatau

W 1835 roku, rozpoczęto budowę telegrafu optycznego Warszawa – Sankt Petersburg systemu Pierre-Jacques Chatau (ros. Петр Шато).  Linia składała się ze 149 stacji. Semafor telegrafu systemu Pierre-Jacques Chatau miał postać obracającej się wokół osi belki o długości ok. 3 metrów, do której na jednym z końców, był przymocowany dodatkowy kwadrat. Do komunikacji nocnej na trzech końcach semafora mocowano latarnie. Semafor był umieszczony na wieży o wysokości 15 – 20 metrów.
Linia Warszawa – Petersburg była zintegrowana z systemem telegrafów optycznych Rosji, których punktem centralnym była stacja w Pałacu Zimowym. 29.04.1839 roku zatwierdzono statut warszawskiej linii telegraficznej  oraz określono umundurowanie i uzbrojenie obsługujących ją żołnierzy.
Pierwsze wiadomości przesłano w początkach kwietnia 1839 roku. Kurier Warszawski z 10 kwietnia 1839 roku pisał „Nowość u nas nader interesująca istnieje od onegdaj; w tym dniu Telegrafy urządzone od Petersburga do Warszawy, pierwszy raz doniosły wiadomości, które można będzie miewać w ciągu kilku godzin. Tygodnik Petersburski poinformował o przesłaniu pod koniec lipca 1839 roku telegrafem z Petersburga do Warszawy, informacji o przybyciu do Petersburga syna cesarza Austrii.
Linia przechodziła przez Psków, Dyneburg, Wilno, Grodno. W Warszawie stacje telegrafu optycznego znajdowały się na Cytadeli Aleksandryjskiej oraz na nieistniejącej obecnie, specjalnie w tym celu dobudowanej, wieży Zamku Królewskiego. Kolejne stacje na terenie Królestwa Polskiego, to: Golędzinów, Białołęka, Rembelszczyzna (zachowały się pozostałości fundamentów, a wzgórze na którym stała wieża nosi potoczną nazwę „Cielegraf”), Zegrze, Serock, Dzierżenin, Lubienica, Pułtusk, Chmielewo, Kaptury, Różan, Jawory, Żabino, Dzwonek, Księżopole, Kostkowo, Czerwony Dwór, Modzele-Skudosze, Pruszki Wielkie, Konopki, Tykocin. Typowa odległość pomiędzy stacjami wynosiła ok. 10 km. Czas przesyłania depeszy z Warszawy do Petersburga w dobrych warunkach pogodowych wynosił ok. 20 minut. Po zbudowaniu linii Petersburg – Moskwa, możliwe stało się przesyłanie depesz na liczącej 220 stacji, trasie Warszawa – Moskwa.
16.11.1840 założona została szkoła sygnalistów Warszawskiej Linii Telegraficznej w które uczyło się 50 kadetów. 7.07.1842 roku liczbę kadetów uczących się w szkole zwiększono do 80.
W 1854 roku rozpoczęto na Zamku Królewskim w Warszawie instalację telegrafu elektrycznego firmy Siemens & Halske. Telegraf optyczny Warszawa – Petersburg funkcjonował do 1857 roku.

### Telegraf optyczny w Szczecinie
W zasobach Archiwum Państwowego w Szczecinie znajduje się dokumentacja telegrafu optycznego systemu z trzema ruchomymi ramionami. Jest to prawdopodobnie ten sam system, który został zastosowany w telegrafie optycznym Brema–Bremerhaven

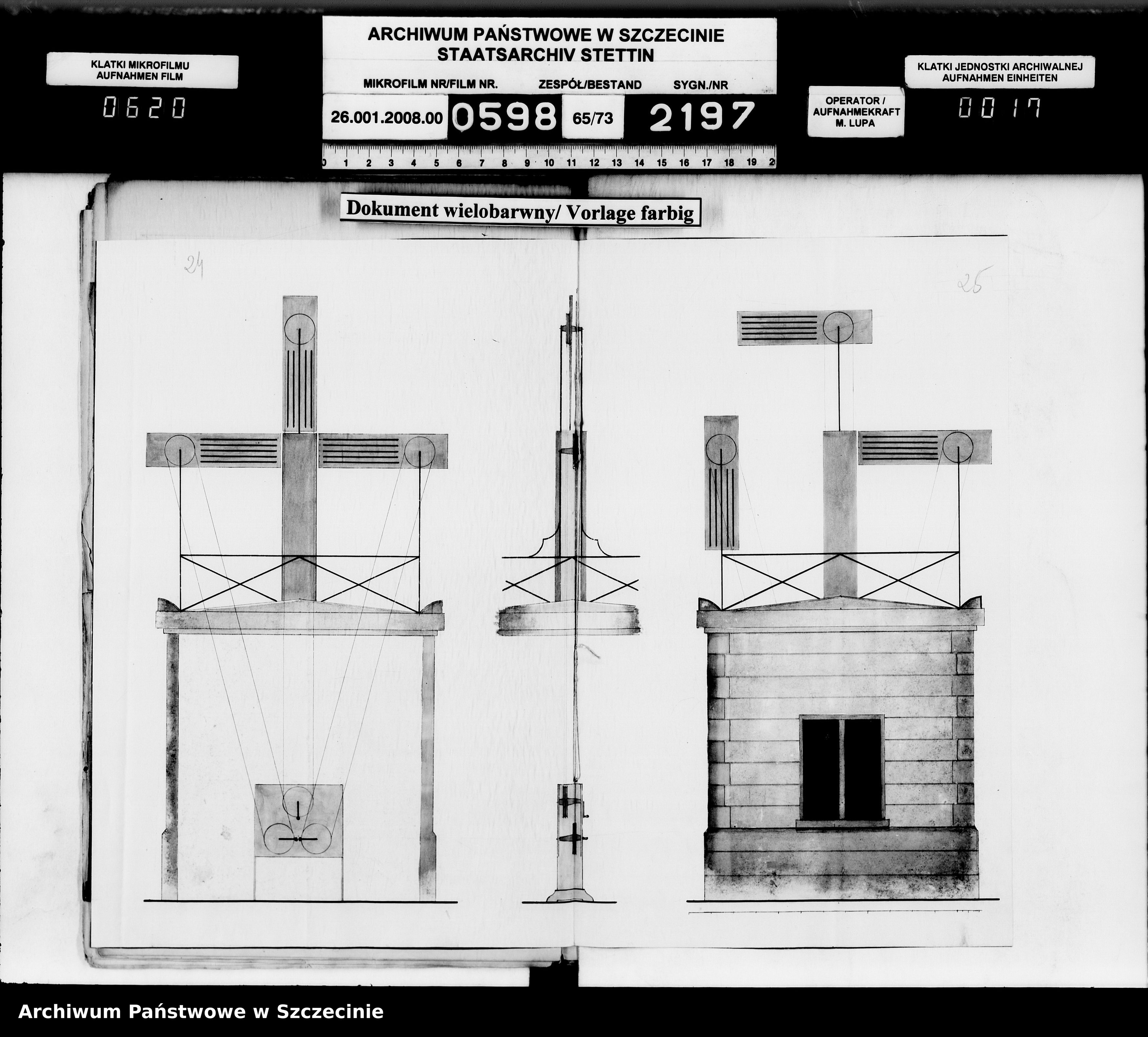
Rysunek telegrafu optycznego z Archiwum Państwowego w Szczecinie